# C.R.A.L. Marzotto Valdagno 1950
Questa voce raccoglie le informazioni riguardanti il C.R.A.L. Marzotto nelle competizioni ufficiali della stagione 1950.

## Maglie e sponsor
| 1ª divisa |

## Rosa
| N° | Naz.              | Ruolo | Sportivo        |  |  |  |
| -- | ----------------- | ----- | --------------- |  |  |  |
| ?  | Italia (bandiera) | E     | Fornasa         |  |  |  |
| ?  | Italia (bandiera) | E     | Maran           |  |  |  |
| ?  | Italia (bandiera) | E     | Diego Marchetto |  |  |  |
| ?  | Italia (bandiera) | E     | Mario Marchetto |  |  |  |
| ?  | Italia (bandiera) | P     | Nizzero         |  |  |  |
| ?  | Italia (bandiera) | E     | Poletti         |  |  |  |

- Allenatore: ?